# Stone (pel·lícula de 1974)

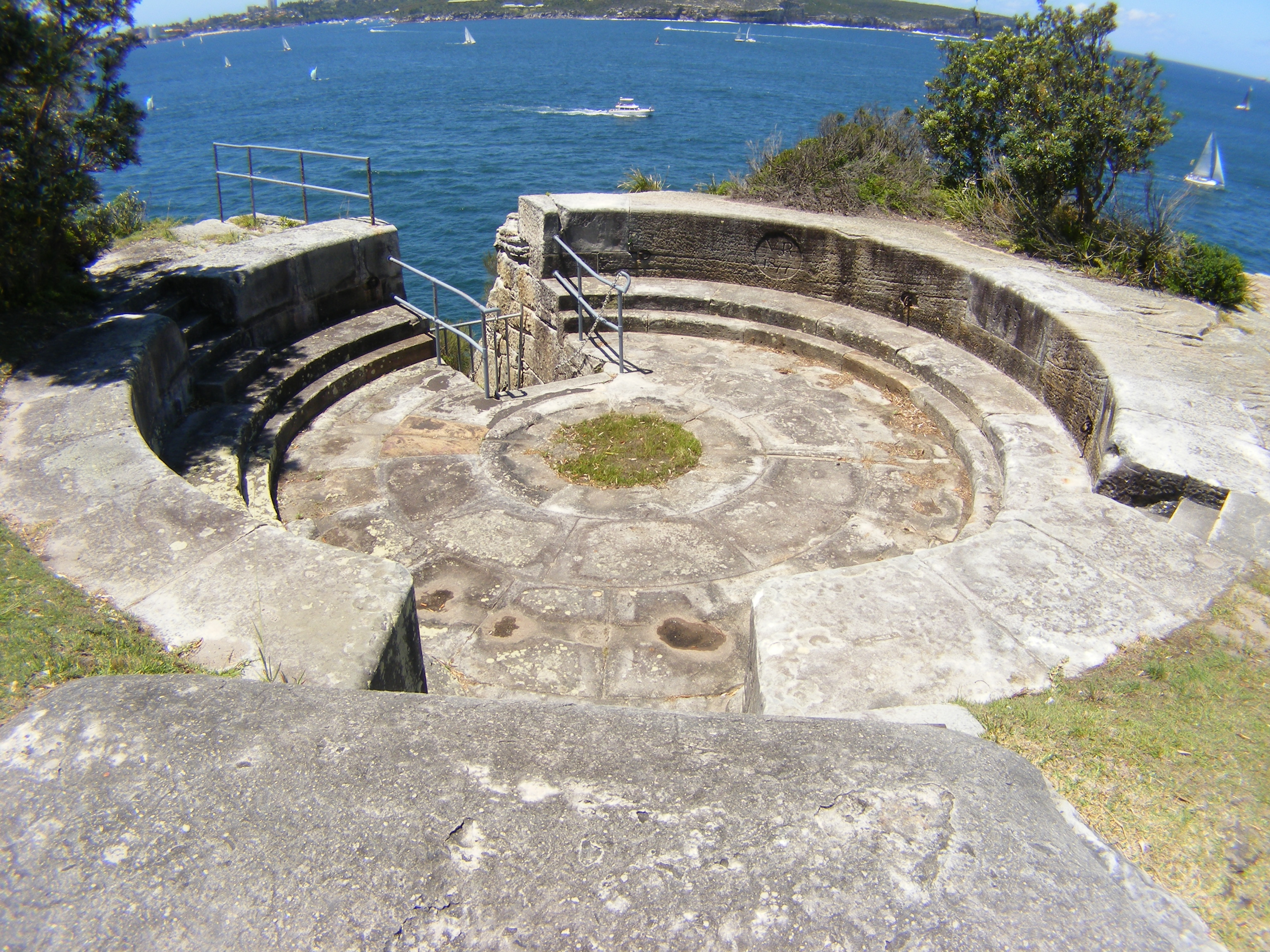
Un emplaçament d'artilleria a Middle Head al port de Sydney, utilitzat en una de les escenes de la pel·lícula. A l'escena, un agent de policia encobert (Stone) va ser iniciat a la banda de motociclistes

Stone és una pel·lícula australiana de motociclistes fora de la llei del 1974 escrita, dirigida i produïda per Sandy Harbutt. És una pel·lícula de baix pressupost de l'empresa Hedon Productions.
L'agent de policia Stone s'infiltra amb la banda de motociclistes fora de la llei dels Gravediggers, per esbrinar qui està assassinant els seus membres, un per un.
La pel·lícula és protagonitzada per Ken Shorter i compta amb Rebecca Gilling, Bill Hunter i Helen Morse. La banda sonora de la pel·lícula va ser composta per Billy Green i hi van participar alguns membres del seu grup Sanctuary. Entre les motocicletes que hi apareixen hi ha la Kawasaki Z1(900). Stone inicialment condueix una Norton.
El vídeo del tràiler promocional inclou la narració de la personalitat de la ràdio i els mitjans de comunicació John Laws. La pel·lícula va aparèixer al documental Not Quite Hollywood, en què Quentin Tarantino s'entusiasma amb la seva admiració per la pel·lícula.
L'acròbata australià Peter Armstrong va establir un rècord mundial, aleshores, per conduir una motocicleta des d'un penya-segat de 24 metres fins a caure de cap al mar.

## Argument
Quan diversos membres del club de motociclistes fora de la llei GraveDiggers són assassinats, el detectiu de Sydney Stone (Ken Shorter) és enviat a investigar. Liderats per Enterrador (Sandy Harbutt), un veterà de la guerra del Vietnam, els GraveDiggers permeten a Stone fer-se passar per un membre d'una banda. Deixant enrere la seva xicota de la societat, Amanda (Helen Morse), Stone comença a identificar-se amb l'Enterrador i els seus camarades Hooks (Roger Ward), Toad (Hugh Keays-Byrne), Dr. Death (Vincent Gil), Capità Midnight (Bindi Williams), Septic (Dewey Hungerford) i Vanessa (Rebecca Gilling), la xicota d l'Enterrador. Enmig de violents enfrontaments amb els Black Hawks, una banda rival que els GraveDiggers consideren responsable, Stone descobreix una conspiració política darrere dels assassinats. Quan es revela la veritat, Stone ha d'escollir entre la seva feina i la seva lleialtat als GraveDiggers.

## Repartiment
- Ken Shorter com a Stone
- Sandy Harbutt com a Enterrador
- Helen Morse com a Amanda
- Hugh Keays-Byrne com a Toad
- Vincent Gil com a Dr. Death
- Bindi Williams com a Capità Midnight
- James H. Bowles com a Stinkfinger
- Rebecca Gilling com a Vanessa
- Roger Ward com a Hooks
- Lex Mitchell com a Ballini
- Susan Lloyd com a Tart
- Dewey Hungerford com a Septic
- Slim de Grey com a Inspector Hannigan
- Owen Weingott com a Alder
- Michael Robinson com a Pinball
- Ros Spiers com a Whore
- Bill Hunter com a Barman
- Billy Green com a 69
- Deryck Barnes com a Doctor Townes
- Harry Lawrence com a cuidador
- Garry McDonald com a mecànic
- Terry Bader com a Hamburger
- Drew Forsythe com a Fred
- Fred Scheiwiller com a Ted
- Tony Allyn com a Birdman
- Reg Evans com a advocat
- Bruce McPherson com a Go Down
- Jim Walsh com a Bad Max
- John Ifkovitch com a Zonk
- Rhod Walker com a president
- Ray Bennett com a sergent Larson
- Neville Overall com a Scrag
- Barry Butler com a Buzzard
- Peter King com a Ferret
- David Bracks com a Boots
- Lachlan Jamieson com a Hip
- Ros Talamini com a Sunshine
- Victoria Anoux com a Flossie
- Jane Gilling com a Eurídice
- Margaret Ure com a Jay
- Jude Matthews com a Blue
- Eva Ifkovitch com a Tiger
- Julie Edwards com a Karma
- Karyn Love com a Skunk

## Producció
Sandy Harbutt va tenir la idea el 1970 quan va escriure un guió per a un episodi de la sèrie policíaca de televisió The Long Arm en què apareixia.
La revista Filmink va dir que "la pel·lícula de motoristes era el western modern preferit a la dècada de 1960", però va argumentar que aquesta era una de les poques pel·lícules australianes que "l'abraçaven com a opció argumental".
La Australian Film Development Corporation va invertir 154.000 dòlars en la pel·lícula. La resta del pressupost i la majoria de les instal·lacions tècniques van ser proporcionades per Ross Wood Productions a Sydney. La pel·lícula es va rodar a finals de 1973.
El club Hells Angels (Sydney) va proporcionar assistència durant la producció.

## Llançament
Tot i que a «Stone» se li va donar una qualificació «R», va recaptar 1.572.000 dòlars a la taquilla a Austràlia, que equival a 10.611.000 dòlars del 2009. Va obtenir beneficis per als seus inversors en 18 mesos.

## Llistes d'èxits
La banda sonora va ser publicada per Warner Bros. (600002)
| Llista (1974)                 | Posició |
| ----------------------------- | ------- |
| Austràlia (Kent Music Report) | 89      |

### Influència
Diversos membres del repartiment van aparèixer a Mad Max (1979), incloent-hi Hugh Keays-Byrne, Roger Ward, Vincent Gil, David Bracks i Reg Evans.

## Stone Forever
Stone Forever és un documental de 1999 sobre Stone. David Hannay i Sandy Harbutt van contactar amb Richard Kuipers per filmar un passeig en bicicleta commemoratiu del 25è aniversari de la pel·lícula, cosa que va donar lloc a un documental complet sobre l'impacte de la pel·lícula i el destí de les persones que la van fer.